# Eugène Pertuiset
Eugène Pertuiset (Anières, 8 janvier 1833 - Paris 16e, 7 septembre 1909) est un voyageur, écrivain et peintre français.

## Biographie
Ingénieur et collectionneur d'armes et de tableaux, il participe à des chasses aux fauves en Afrique. Pratiquant le commerce d'armes avec le Chili, il est chargé par les autorités chiliennes, en 1873, d'une mission industrielle et scientifique en Terre de Feu.
Il part ainsi de Punta Arenas en décembre 1873 avec dix-huit compagnons européens, neuf guides locaux et trente-deux chevaux et, après avoir traversé le détroit de Magellan, dresse le drapeau chilien en baie Gente Grande où il établit un camp de base.
Plusieurs expéditions vers l'intérieur sont alors organisées. Le 18 janvier 1874, Pertuiset atteint la baie Inutile où il constate le peu d'intérêt du territoire et rencontre quelques Fuégiens.
Il visite ensuite l'île Dawson où il découvre un gisement de charbon puis, en mars, regagne Punta Arenas avant de rejoindre Santiago pour y faire le bilan officiel de ses recherches.
À Santiago, il obtient en récompense une concession de 40 000 ha pour y établir une colonie et s'installe avec des Français à l'île Dawson où sont aussitôt entrepris des travaux d'aménagement. Malheureusement, et d'une manière inexplicable, le Chili se désiste du projet et la colonie ne tarde pas à sombrer.
Pertuiset, rentré en Europe, s'occupe alors de peinture et d'écriture. Ami d'Édouard Manet, celui-ci le représente dans sa célèbre toile Eugène Pertuiset, le chasseur de lions en 1881.
Cet original se découvre aussi un talent d'artiste puisqu'il profite de l'absence de jury du nouveau Salon des indépendants pour y envoyer en 1884 une Chasse au lion de sa main, décrite avec humour par Jules Claretie.
Le 21 août 2008, Olivier Rolin publie aux éditions du Seuil son roman Un chasseur de lions qui s’inspire de la vie d'Eugène Pertuiset. Le roman a fait partie des quinze romans en lice pour le prix Goncourt mais aussi pour le prix Médicis et le prix Renaudot.

## Œuvres
Peinture
- Le Réveil du Lion
- Une nuit d'Afrique

Récits de voyages
- Expédition à la Terre de Feu, 1874
- Mémoire sur l'expédition à la Terre de Feu, 1876
- L'Araucanie et les Araucans, 1883

Romans
- Les Aventures d'un chasseur de Lion, 1878
- Le trésor des Incas à la Terre de Feu. Aventures et voyages dans l'Amérique du Sud, 1887